# Hoplocorypha ugandana
Hoplocorypha ugandana är en bönsyrseart som beskrevs av Max Beier 1930. Hoplocorypha ugandana ingår i släktet Hoplocorypha och familjen Thespidae. Inga underarter finns listade i Catalogue of Life.